# Dryopteris simasakii
Dryopteris simasakii là một loài thực vật có mạch trong họ Dryopteridaceae. Loài này được (H. Itô) Sa. Kurata miêu tả khoa học đầu tiên năm 1970.